# يونغ انيمال اراشي
يونغ انيمال اراشي (باليابانية: ヤングアニマル嵐) مجلة يابانية شهرية تصدر من طوكيو عاصمة اليابان. المجلة متخصصة بمانغا الشونن وعارضات الاغراء.